# Takahito Chiba
Takahito Chiba (千葉 貴仁 Chiba Takahito?, nacido el 7 de noviembre de 1984 en Hokkaido) es un exfutbolista japonés. Jugaba de defensa y su último club fue el ReinMeer Aomori de Japón.

## Trayectoria

### Clubes
| Club              | País  | Año         |
| ----------------- | ----- | ----------- |
| Cerezo Osaka      | Japón | 2003 - 2008 |
| Consadole Sapporo | Japón | 2006        |
| ReinMeer Aomori   | Japón | 2010 - 2011 |